# Saint-Barthélemy, Isère
Saint-Barthélemy är en kommun i departementet Isère i regionen Auvergne-Rhône-Alpes i sydöstra Frankrike. Kommunen ligger i kantonen Beaurepaire som tillhör arrondissementet Vienne. År 2022 hade Saint-Barthélemy 929 invånare.

## Befolkningsutveckling
Antalet invånare i kommunen Saint-Barthélemy
Referens:INSEE